# China Cup 2017
El Torneo Internacional de Fútbol Gree China Cup 2017 (por motivos de patrocinio) o China Cup 2017 (en chino: 2017年格力中国杯国际足球锦标赛) fue la edición inaugural de esta copa amistosa, organizada por la FIFA,  que se celebró en Nanning   (China) entre el 10 y el 15 de enero de 2017.
El torneo fue auspiciado por la Asociación China de Fútbol, Wanda Sports Holdings, la Región Autónoma Zhuang de Guangxi, Sports Bureau y el Gobierno Municipal de Nanning; y patrocinado por Electrónica Gree.
Además de la selección de China, el país anfitrión. Participaron como invitadas las selecciones de Chile, campeón de las Copas América 2015 y 2016; la selección de Islandia, equipo sorpresa de la Eurocopa 2016; y la selección de Croacia.
El campeón de esta primera edición del torneo fue Chile, que ganó la final ante Islandia (que a su vez había vencido a los locales) por la cuenta mínima.

## Sede
La sede de la competición es el Guangxi Sports Center de la ciudad de Nanning en la región autónoma china de Guangxi.
| China                 | China   |
| Nanning               | Nanning |
| --------------------- | ------- |
| Guangxi Sports Center | Nanning |
| Capacidad: 60,000     | Nanning |
|                       | Nanning |

## Equipos participantes
Cuatro selecciones disputaron la China Cup 2017: el anfitrión China, más los invitados Chile, Croacia e Islandia.
| Asia (AFC) | América del Sur (Conmebol) | Europa (UEFA) |
| China      | Chile                      | Croacia       |
|            |                            | Islandia      |

## Resultados
|  | Semifinales           | Semifinales           |   |                       | Final                 | Final |  |
|  |                       |                       |   |                       |                       |       |  |
|  |                       |                       |   |                       |                       |       |  |
|  | 10 de enero - Nanning |                       |   |                       |                       |       |  |
|  | China                 | 0                     |   |                       |                       |       |  |
|  | Islandia              | 2                     |   |                       |                       |       |  |
|  |                       |                       |   |                       |                       |       |  |
|  |                       |                       |   |                       | 15 de enero - Nanning |       |  |
|  |                       |                       |   |                       | Islandia              | 0     |  |
|  |                       | Chile                 | 1 |                       |                       |       |  |
|  |                       |                       |   |                       |                       |       |  |
|  |                       |                       |   |                       |                       |       |  |
|  |                       |                       |   |                       | Tercer lugar          |       |  |
|  | 11 de enero - Nanning | 11 de enero - Nanning |   | 14 de enero - Nanning | 14 de enero - Nanning |       |  |
|  | Chile (p)             | 1 (4)                 |   | China (p)             | 1 (4)                 |       |  |
|  | Croacia               | 1 (1)                 |   |                       | Croacia               | 1 (3) |  |

Los horarios corresponden al horario local: China (UTC+8) 

### Semifinales
| 10 de enero de 2017, 20:00 | China | 0:2 (0:0) | Islandia                          | Guangxi Sports Center, Nanning                             |                                                            |
|                            |       | Reporte   | Finnbogason 65' · Sigurðarson 89' | Asistencia: 23 876 espectadores Árbitro(s): Kim Jong-hyeok | Asistencia: 23 876 espectadores Árbitro(s): Kim Jong-hyeok |

| 11 de enero de 2017, 19:35 | Chile                                  | 1:1 (1:0) (4:1 p.)         | Croacia                   | Guangxi Sports Center, Nanning                    |                                                   |
|                            | Pinares 18'                            | Reporte                    | Andrijašević 76'          | Asistencia: 6686 espectadores Árbitro(s): Fu Ming | Asistencia: 6686 espectadores Árbitro(s): Fu Ming |
|                            |                                        | Tiros desde el punto penal |                           |                                                   |                                                   |
|                            | Vargas · Galdames · Beausejour · Ramos |                            | Pivarić · Antolić · Marić |                                                   |                                                   |

### Tercer y cuarto lugar
| 14 de enero de 2017, 15:35 | China                                                                  | 1:1 (0:1) (4:3 p.)         | Croacia                                          | Guangxi Sports Center, Nanning                           |                                                          |
|                            | Wang Jingbin 87'                                                       | Reporte                    | Ivanušec 37'                                     | Asistencia: 25 576 espectadores Árbitro(s): Ko Hyung-jin | Asistencia: 25 576 espectadores Árbitro(s): Ko Hyung-jin |
|                            |                                                                        | Tiros desde el punto penal |                                                  |                                                          |                                                          |
|                            | Yin Hongbo · Chi Zhongguo · Fan Xiaodong · Wang Jingbin · Wang Jinxian |                            | Pivarić · Ozobić · Perošević · Juranović · Mišić |                                                          |                                                          |

### Final
| 15 de enero de 2017, 15:35 | Islandia | 0:1 (0:1) | Chile     | Guangxi Sports Center, Nanning                      |                                                     |
|                            |          | Reporte   | Sagal 18' | Asistencia: 26.335 espectadores Árbitro(s): Ma Ning | Asistencia: 26.335 espectadores Árbitro(s): Ma Ning |

|                  |
| Bandera de Chile |
| Campeón Chile    |
| 1.er título      |

## Estadísticas

### Clasificación general
|   | Equipo | Equipo   | PJ | PG | PE | PP | GF | GC | Dif | Pts |
| - | ------ | -------- | -- | -- | -- | -- | -- | -- | --- | --- |
| 1 |        | Chile    | 2  | 1  | 1  | 0  | 2  | 1  | +1  | 4   |
| 2 |        | Islandia | 2  | 1  | 0  | 1  | 2  | 1  | +1  | 3   |
| 3 |        | China    | 2  | 0  | 1  | 1  | 1  | 3  | -2  | 1   |
| 4 |        | Croacia  | 2  | 0  | 2  | 0  | 2  | 2  | 0   | 2   |

### Goleadores
| Jugador             | Selección | Goles | PJ |
| Wang Jingbin        | China     | 1     | 1  |
| Franko Andrijašević | Croacia   | 1     | 1  |
| Luka Ivanušeć       | Croacia   | 1     | 1  |
| Kjartan Finnbogason | Islandia  | 1     | 1  |
| Aron Sigurðarson    | Islandia  | 1     | 1  |
| César Pinares       | Chile     | 1     | 2  |
| Ángelo Sagal        | Chile     | 1     | 2  |
| ------------------- | --------- | ----- | -- |

### Mejor jugador del torneo
- Eduardo Vargas